# Älvsby tingslag
Älvsby tingslag var ett tingslag i Norrbottens län i södra Norrbotten. Tingsställe var Älvsbyn.
Tingslaget bildades 1892 genom en utbrytning ur Piteå tingslag och uppgick 1928 i Piteå och Älvsby tingslag. 
Tingslaget ingick i Piteå domsaga.

## Socknar
Älvsbyå tingslag omfattade följande socknar: 
- Älvsby socken